# Roland von Hößlin

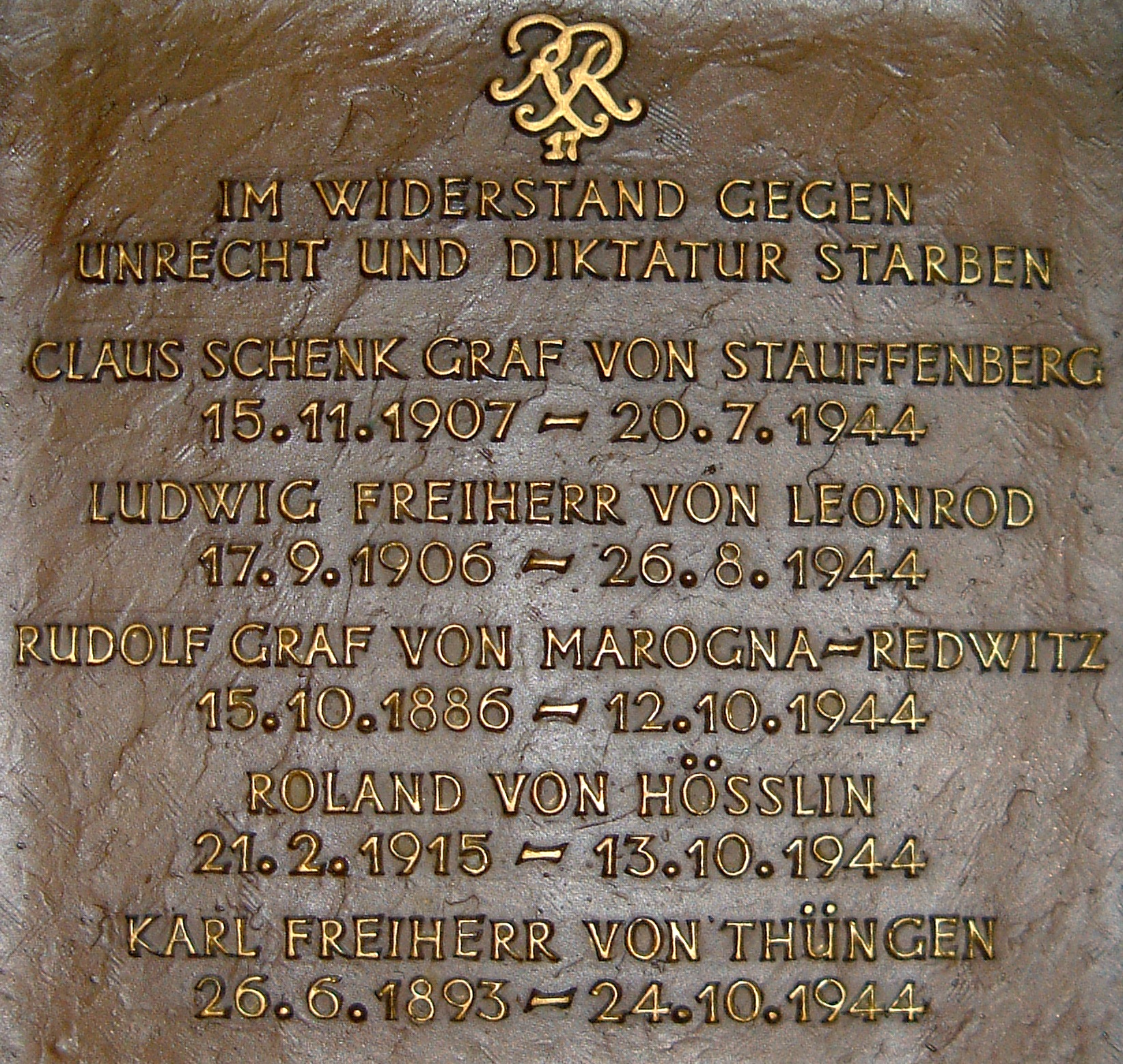
Gedenkenplatte im Dom zu Bamberg

Roland Richard Ernst Balthasar von Hößlin (* 21. Februar 1915 in München; † 13. Oktober 1944 in Berlin-Plötzensee) war ein deutscher Offizier und Widerstandskämpfer gegen den Nationalsozialismus.

## Leben
Hößlin entstammte einer alten Kavallerieoffizierfamilie; er war der Sohn von Generalmajor Hubert von Hößlin und seiner Ehefrau Rosa geborene Rist.
Roland von Hößlin machte 1934 am Wilhelmsgymnasium München Abitur, trat anschließend in die Reichswehr ein und wurde Fahnenjunker im 17. (Bayerisches) Reiter-Regiment in Bamberg. Am 1. April 1936 erfolgte die Beförderung zum Leutnant. 1939 während des Zweiten Weltkriegs nahm er als Oberleutnant und Adjutant in der Aufklärungsabteilung 10 am Überfall auf Polen teil. Später wurde er Ausbilder an der Panzertruppenschule in Krampnitz bei Potsdam. Von März bis Juli 1941 diente er als Ordonnanzoffizier beim Stab des Deutschen Afrikakorps in Libyen unter dem späteren Generalfeldmarschall Erwin Rommel. Am 20. August 1941 erfolgte die Ernennung zum Chef der 3. Kompanie der Panzer - Aufklärungsabteilung 33, im Februar 1942 die Beförderung zum Hauptmann und nach dem Ausfall seines Kommandeurs übernahm er die Führung der Aufklärungsabteilung 33. 
Am 12. Juli 1942 wurde Hößlin als Führer der Aufklärungsabteilung 33 im Kampf gegen Teile der 5. indischen Division am rechten Arm schwer verwundet und wurde in Berlin durch den Chirurgen Ferdinand Sauerbruch operiert. Am 23. Juli 1942 wurde er mit dem Ritterkreuz des Eisernen Kreuzes ausgezeichnet. Im März 1943 besuchte ihn Claus Schenk Graf von Stauffenberg, der vor seiner Versetzung nach Tunis von Hößlin Informationen zum afrikanischen Kriegsschauplatz einholte. Im Herbst 1943 nahm Hößlin an einem Kommandeurlehrgang teil.
Im Februar 1944 wurde Hößlin Kommandeur der Offiziersbewerber-Schule (Panzer-Aufklärungs-Ausbildungs-Abteilung für Offiziers-Bewerber) in Insterburg (Ostpreußen). Im April 1944 wurde er in Berlin bei einem Besuch seines früheren Regimentskameraden Claus Graf Schenk von Stauffenberg in die Umsturzpläne der Verschwörer gegen Adolf Hitler eingeweiht. Anfang Juni 1944 wurde in Berlin vereinbart, dass er im Falle eines erfolgreichen Umsturzes mit dem Stab seiner Abteilung, einer gepanzerten Kompanie und einer Kompanie auf Holzgaswagen in Ostpreußen (Wehrkreis I) von Insterburg nach Königsberg marschieren und dort die Gauleitung, die Regierung, die öffentlichen Gebäude, das Telegrafenamt und weitere Einrichtungen besetzen sollte. Hierfür rechnete Hößlin eine Fahrtzeit von etwa sechs Stunden bis Königsberg ein. Am 15. Juli 1944 wollte Stauffenberg erstmals den Staatsstreich auslösen und die eingeplanten Truppenteile des Ersatzheeres wurden bereits alarmiert. Hößlin setzte seine Abteilung nach Königsberg in Marsch, ließ den Einsatz aber abbrechen, als die Alarmierung aufgehoben wurde. Am 20. Juli 1944 erfolgte das Attentat auf Adolf Hitler und überraschte Hößlin, der erst um 18.00 Uhr das erste Fernschreiben aus dem Bendlerblock erhielt, also zu einem Zeitpunkt, als bereits bekannt war, dass Hitler das Attentat überlebt hatte.
Am 1. August 1944 erfolgte die Verlegung der Abteilung nach Meiningen und Hößlin erhielt die Beförderung zum Major. Am 23. August 1944 wurde Hößlin durch die Gestapo in Meiningen verhaftet und nach Berlin ins Gefängnis an der Lehrter Straße, später ins Gefängnis in Tegel gebracht, wo er mit anderen Verschwörern aus der Wehrmacht unehrenhaft entlassen wurde. Im Abschiedsbrief an seine Eltern schreibt von Hößlin: „Der Antrieb meines Handelns war nur die Pflicht“. Am 13. Oktober 1944 verhandelte der Volksgerichtshof unter dem Präsidenten Roland Freisler zusammen mit den Angeklagten Georg Schulze-Büttger und Hans-Jürgen Graf von Blumenthal gegen Hößlin und er wurde wegen schwersten Verrats zum Tode verurteilt und am Nachmittag des gleichen Tages in Plötzensee erhängt.
Im Bamberger Dom erinnert eine Gedenktafel an die fünf „Bamberger Reiter“, die im Kampf gegen das NS-Regime ihr Leben gelassen haben, unter ihnen auch Roland von Hößlin.